# Pachacámac

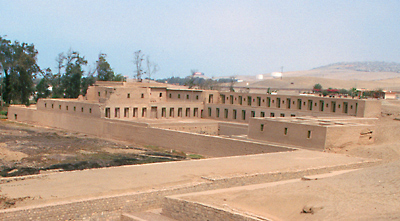
Acllahuasi w Pachacámac.

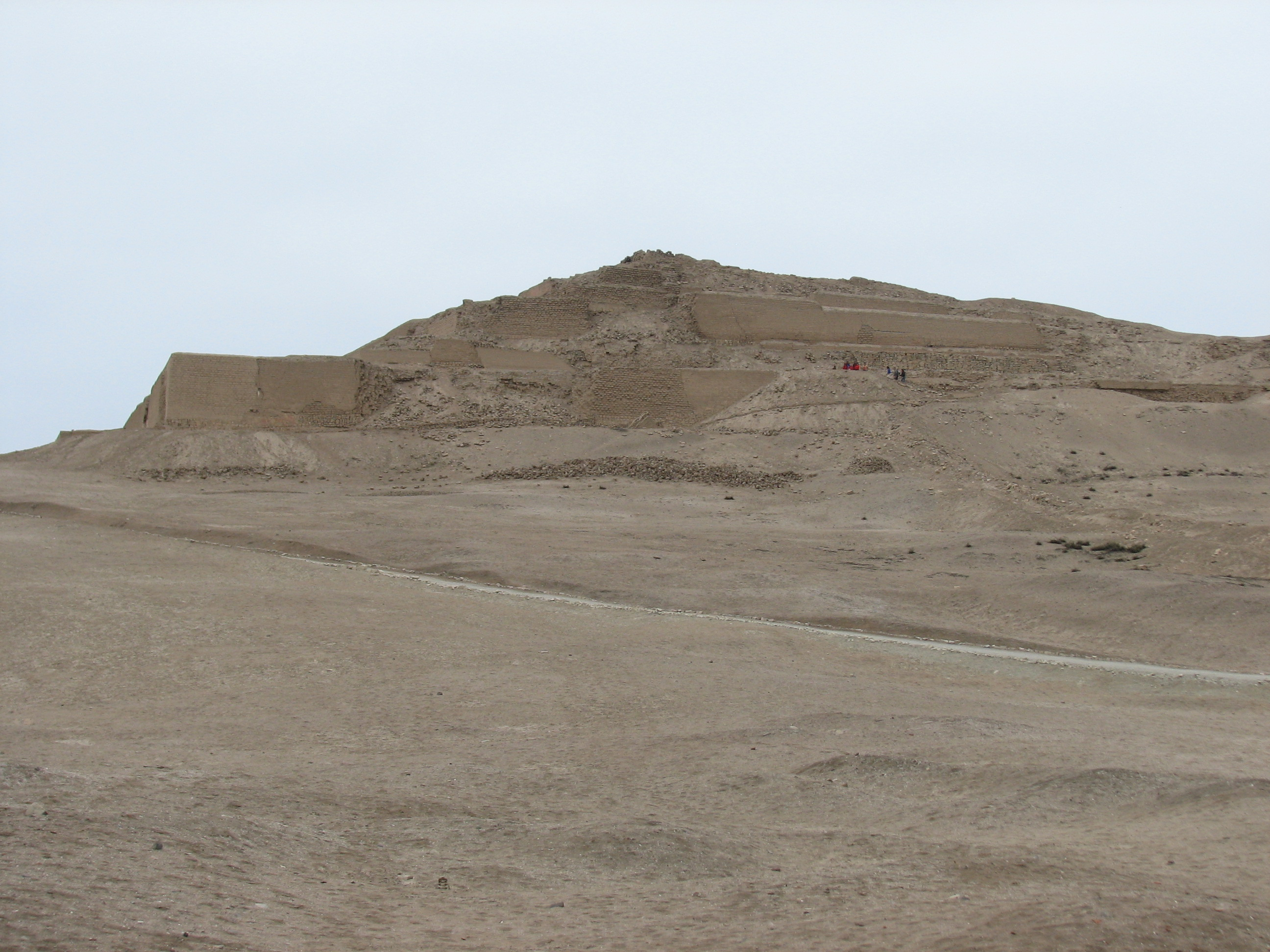
Świątynia Słońca

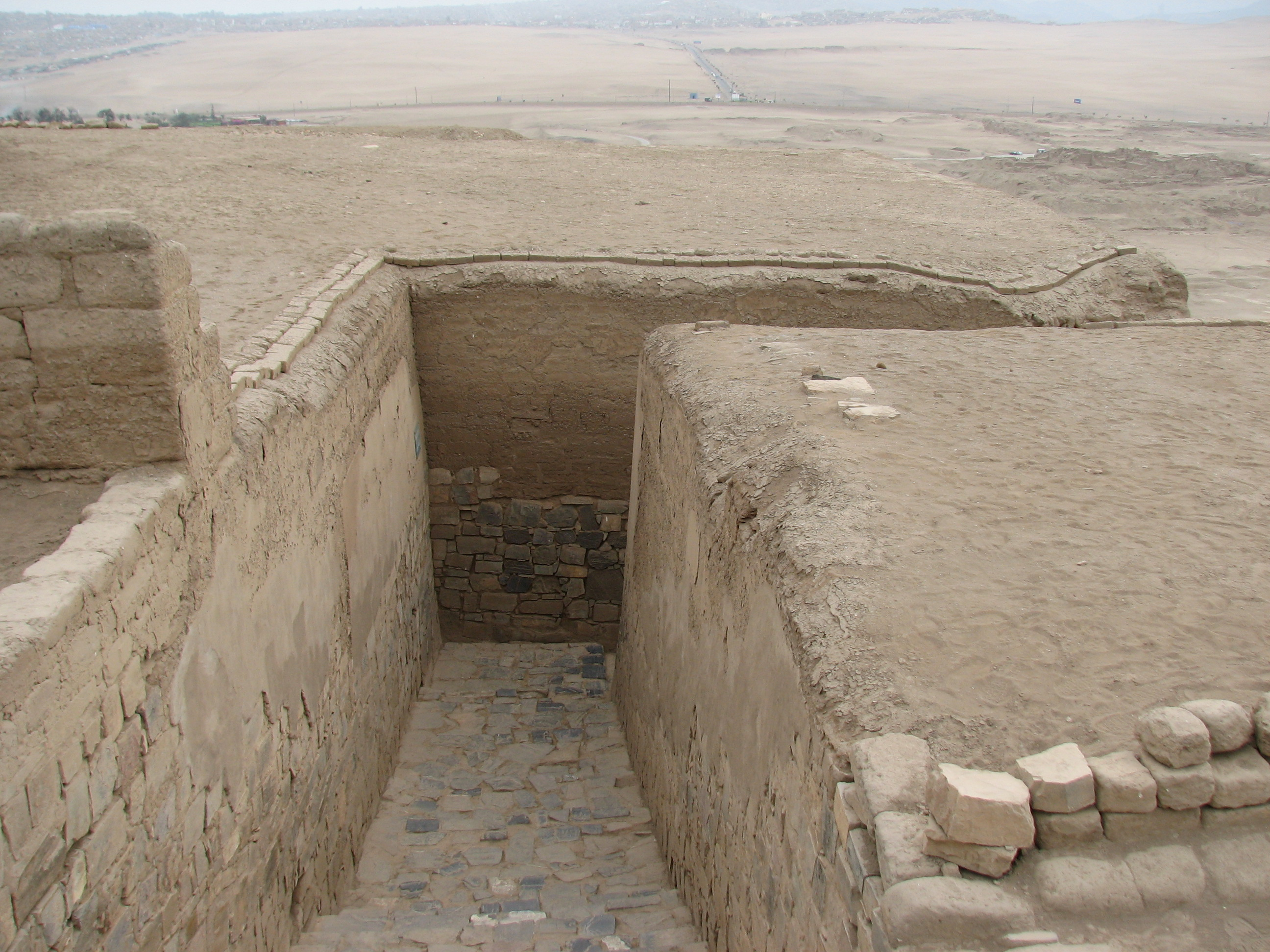
Wejście do Świątyni Słońca

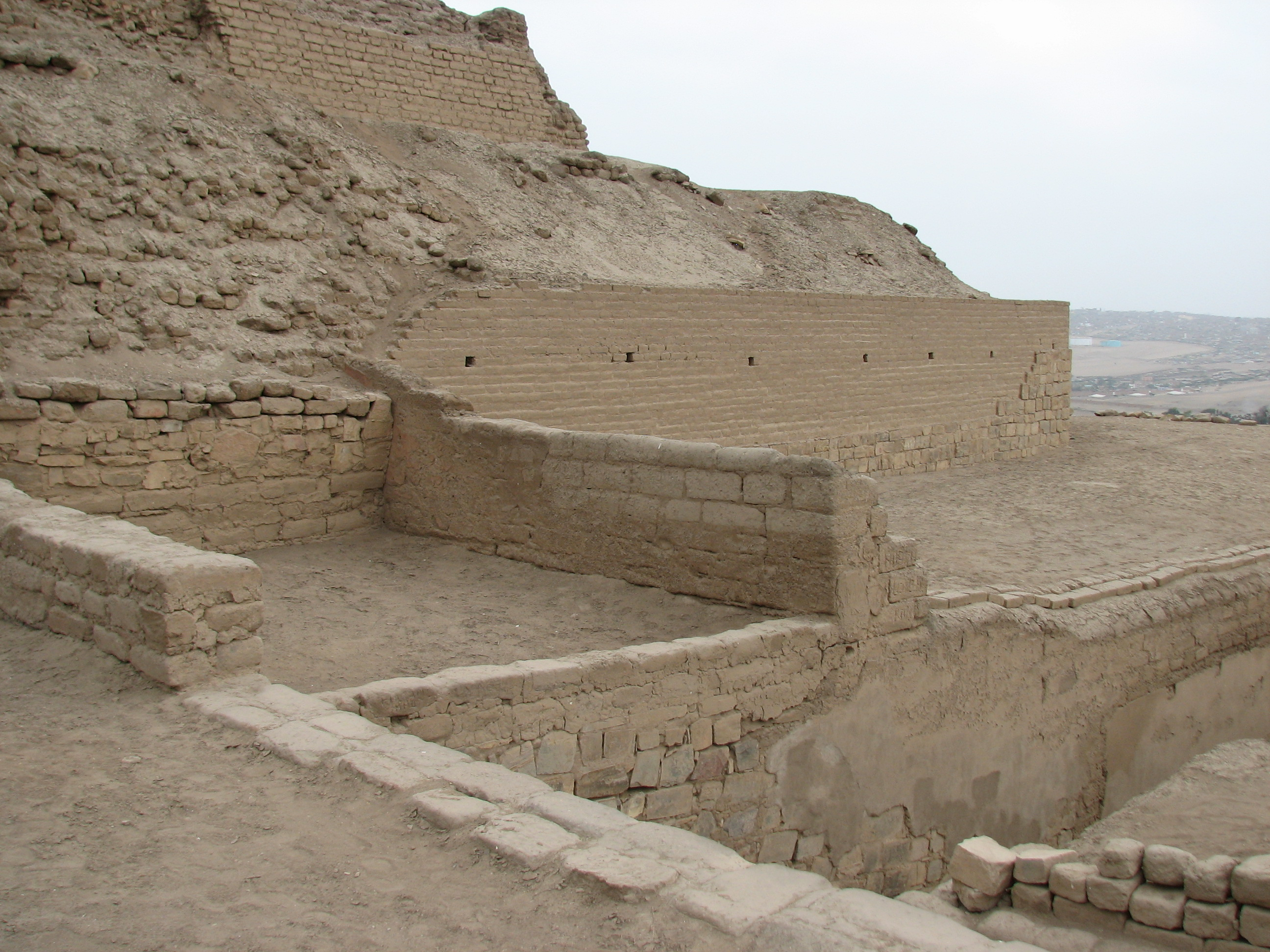
Świątynia Słońca

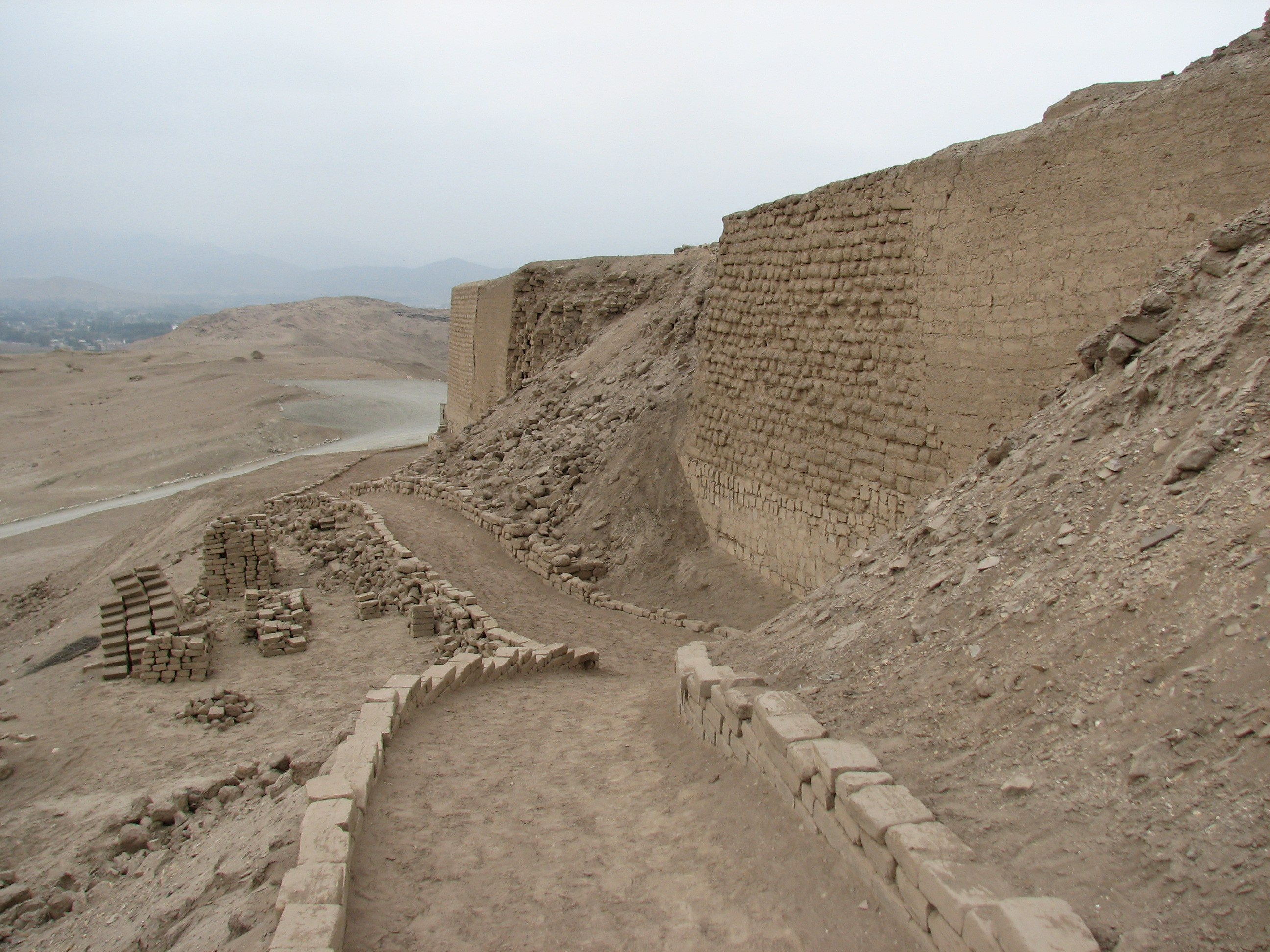
Świątynia Słońca

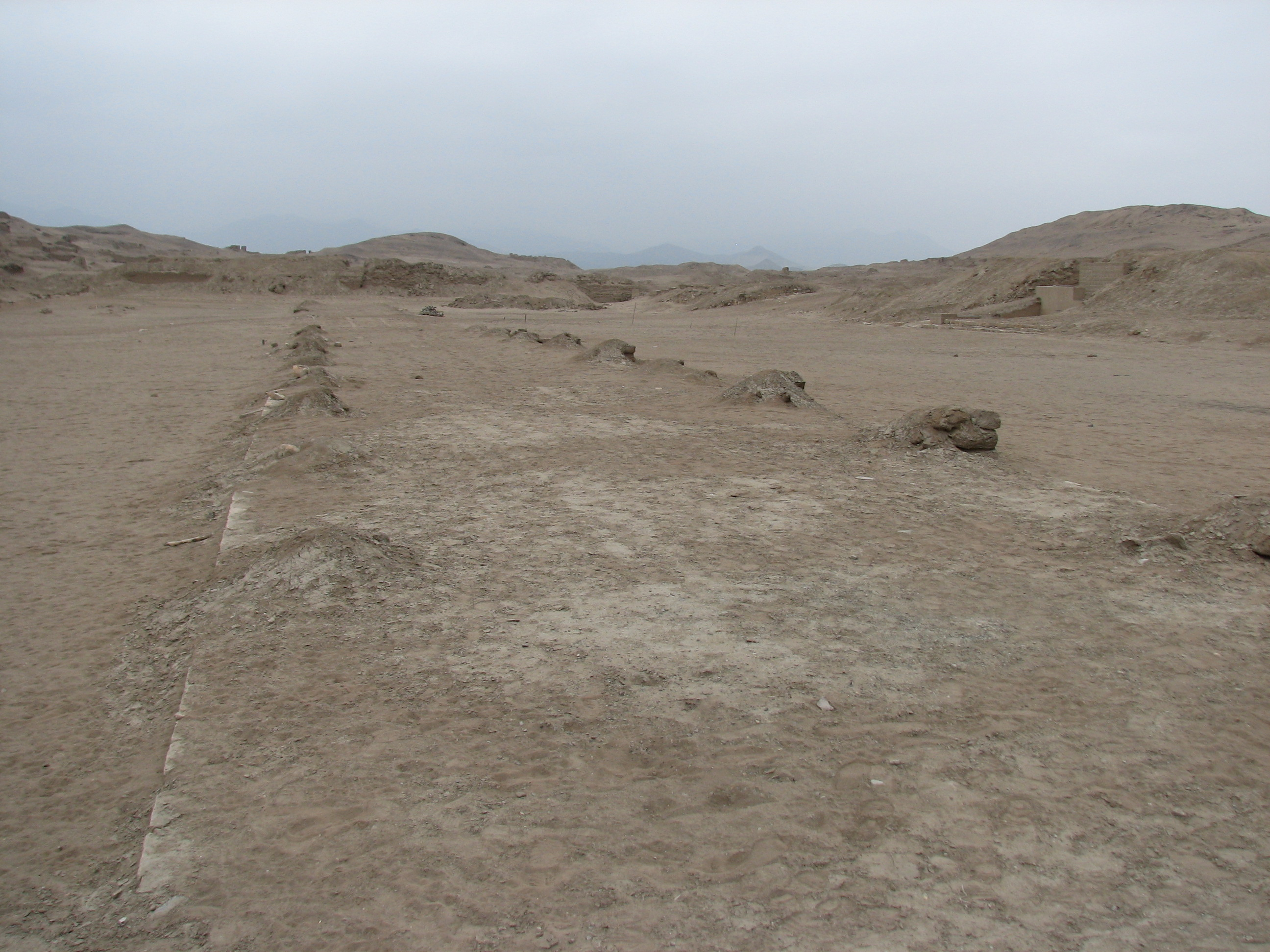
Plac Pielgrzymów

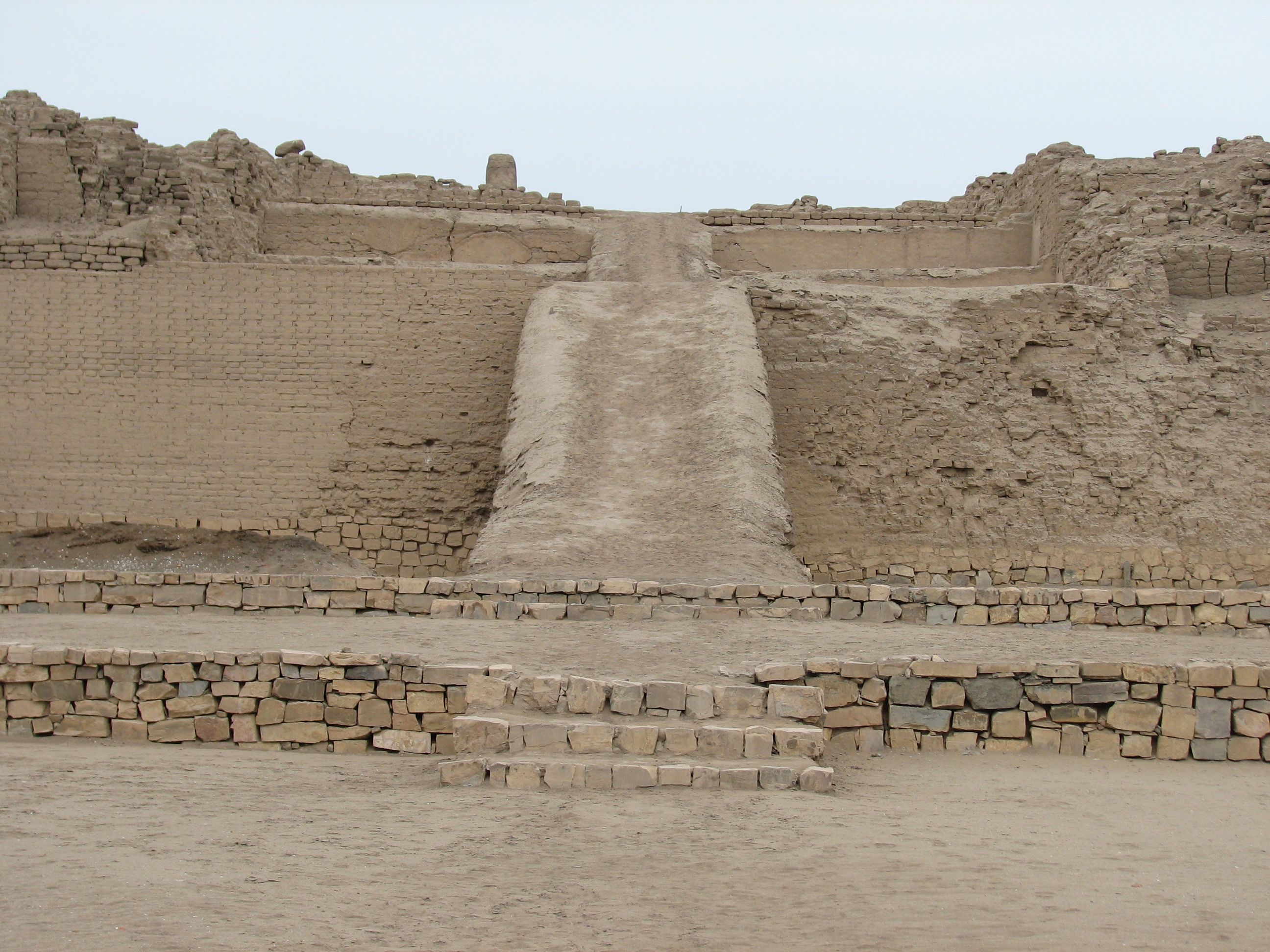
Piramida z rampami nr 1

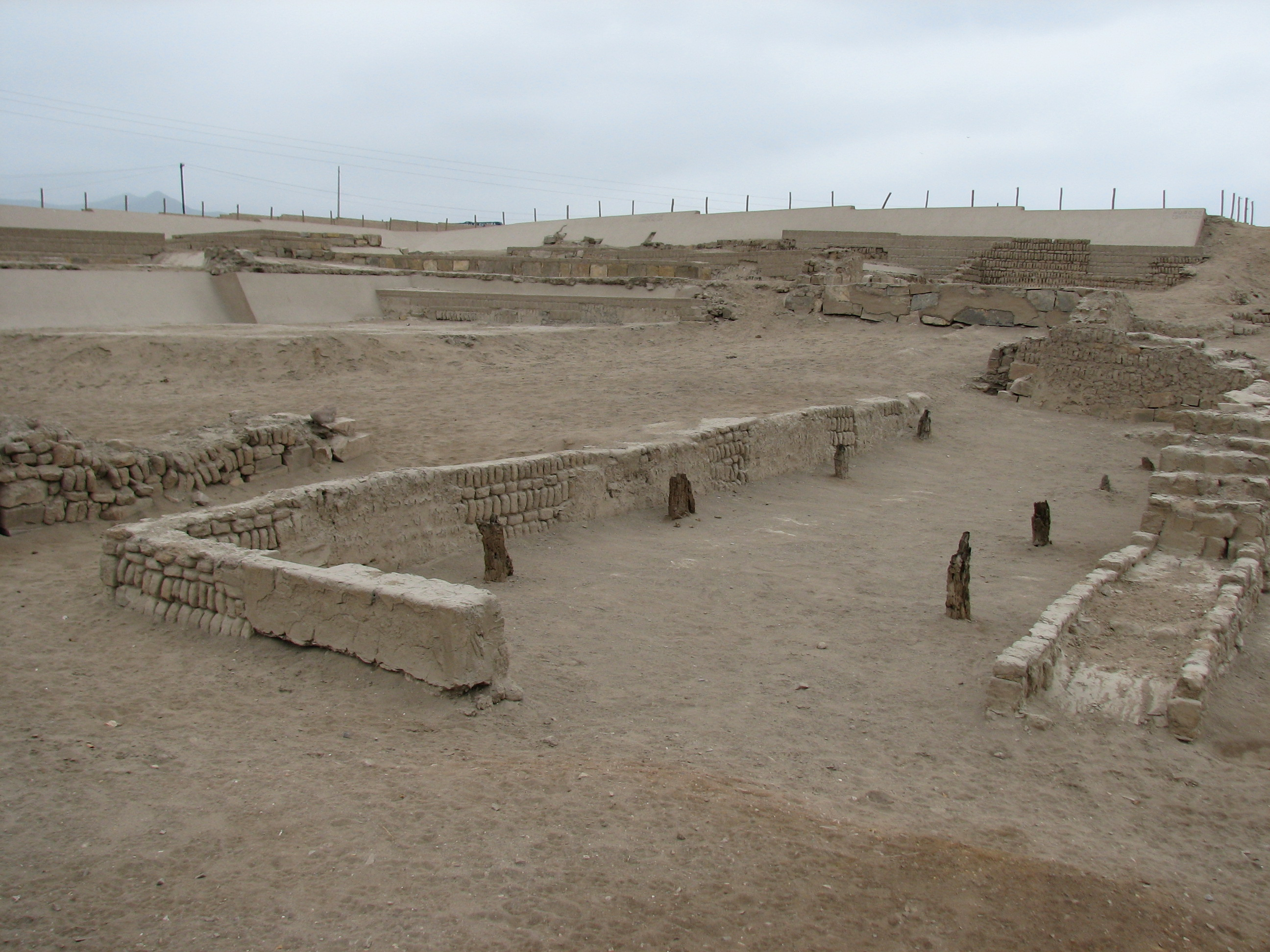
Huaca z adobe

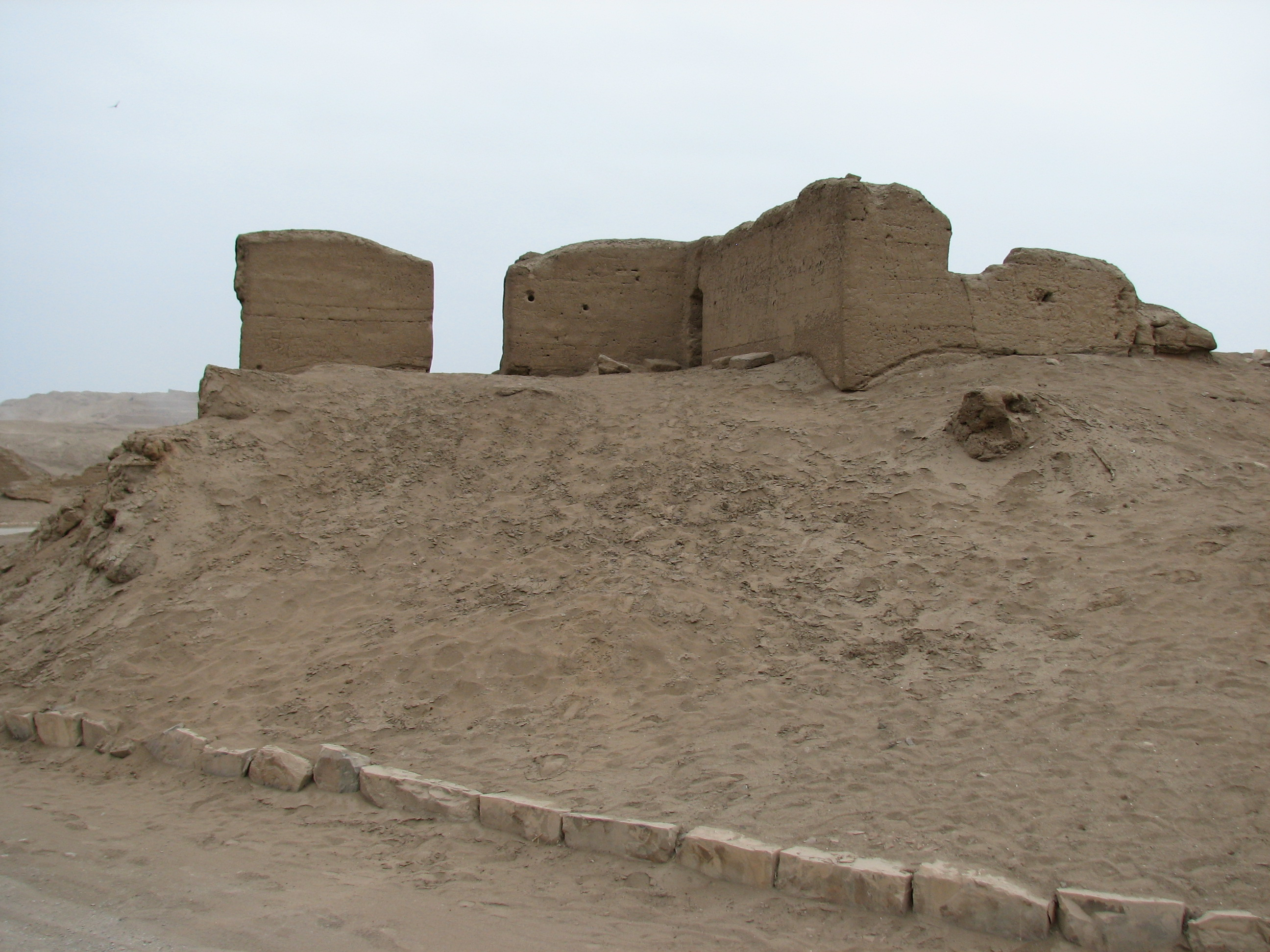
Dom Kipu

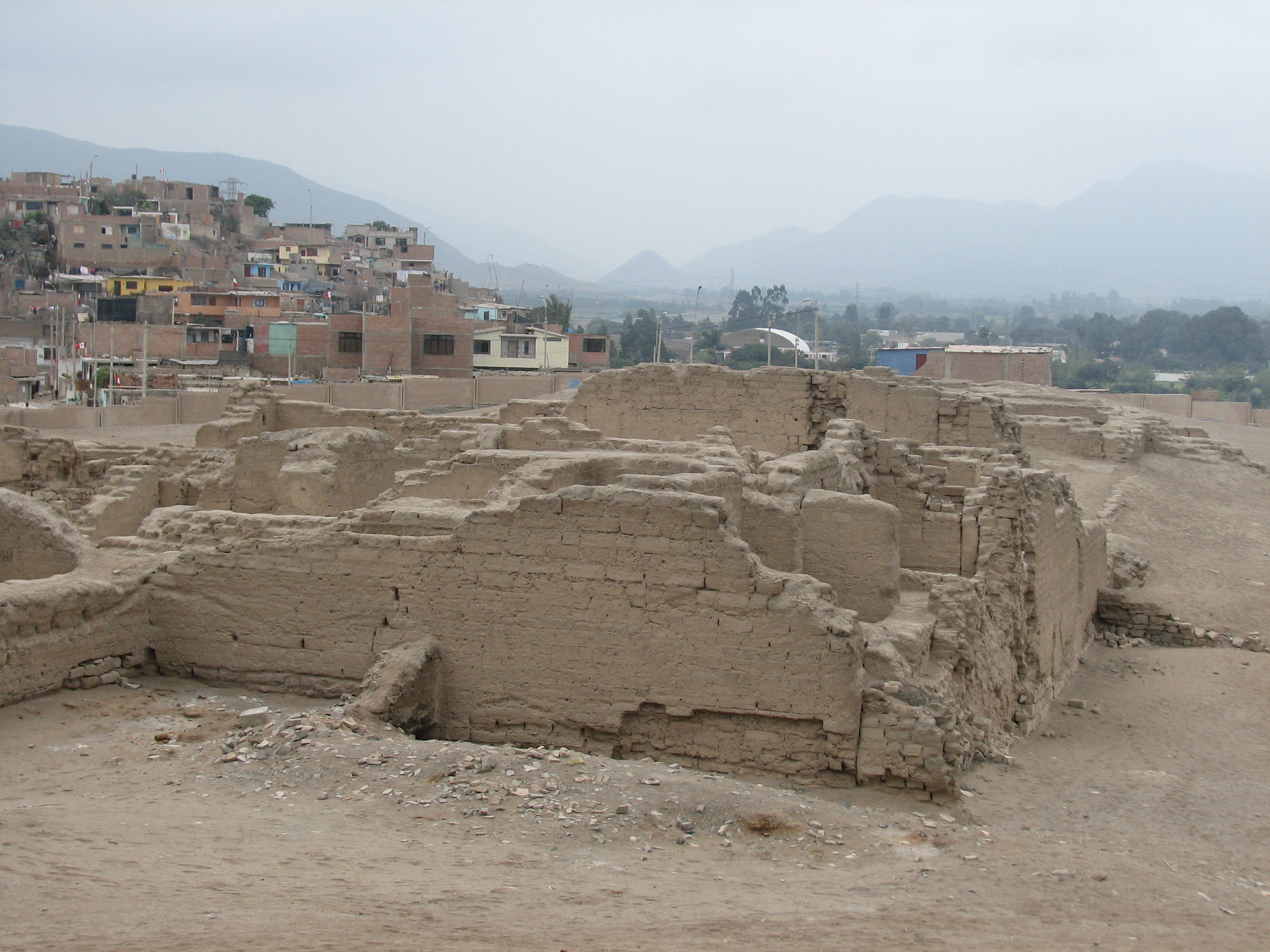
Pałac Tauri Chumbi

Pachacámac – stanowisko archeologiczne w dolinie rzeki Lurín, 30 km na południowy wschód od centrum Limy, w Peru. Pachacámac było ważnym ośrodkiem religijnym prekolumbijskich kultur ze świątyniami, placami, magazynami oraz domami kapłanów. Funkcjonowała tu również ważna wyrocznia. Pachacámac jest cennym przykładem architektury z adobe.
W 1996 roku kompleks archeologiczny Pachacámac został zgłoszony do wpisania na listę światowego dziedzictwa UNESCO.

## Historia
Miasto rozwijało się począwszy od wczesnego okresu przejściowego (1–700 n.e.) aż do przybycia do Peru hiszpańskich konkwistadorów. Pachacámac zostało założone przez miejscową kulturę Lima. Początkowo w skład kompleksu wchodziła co najmniej jedna piramida z freskiem przedstawiającym rybę, symbol Pacha Kamaqa, oraz nekropolia. Styl architektoniczny najstarszych budynków przypomina sztukę typową dla kultury Chavín. Najszybszy rozwój nastąpił w czasie panowania Huari (600–800 n.e.). Wtedy miasto zyskało również funkcję ośrodka administracyjnego. Na terenie stanowiska archeologicznego znaleziono ceramikę oraz tkaniny kultury Huari. Architektura budowli wzniesionych w tym okresie również nawiązuje do stylu cywilizacji z Ayacucho.
Po upadku imperium Huari Pachacámac dalej rozwijało się jako niezależne centrum religijne. Z lat 800-1450 pochodzą liczne zabudowania mieszkalno-gospodarcze. Przed przybyciem Inków doliny rzek Rímac oraz Lurín tworzyły małe państwo nazywane Ichma, zaś Pachacámac pełniło funkcję jego najważniejszego ośrodka religijnego i miejsca kultu boga-stwórcy Pacha Kamaqa. Inkowie włączyli ten obszar do swojego imperium, zezwalając jednak na niezależne funkcjonowanie sanktuarium. W kolejnych latach Pacha Kamaq został włączony do inkaskiego panteonu. Z czasów panowania Inków pochodzi m.in. Świątynia Słońca oraz Acllahuasi – Dom Wybranych Kobiet.
W czasie przybycia Hiszpanów Pachacámac było ważnym centrum pielgrzymkowym. Przybywający składali Pacha Kamaqowi ofiary ze złota, srebra, ceramiki oraz tkanin.

## Zabytki

### Świątynia Słońca
Świątynia Słońca została wybudowana na polecenie Tupac Inca Yupanqui około 1460 roku, po podbiciu Pachacámac przez Inków. Jest piramidalną, schodkową konstrukcją na planie czworokąta o wysokości dochodzącej do 19 metrów. Najdłuższa ściana boczna, przebiegająca na kierunku NW-SE, ma 215 metrów długości. Została wybudowana z cegieł adobe o wymiarach 40–60 cm długości, 15–20 cm szerokości, 10–20 cm wysokości. Budowla składa się z czterech warstw, z których każda wyznacza szeroki taras ze wszystkich czterech stron budowli. Do świątyni prowadzą dwa wejścia – jedno przeznaczone dla służby, a drugie dla kapłanów i ważnych gości. Według XVI-wiecznych hiszpańskich kronik cała świątynia pomalowana była ochrą na kolor ciemnoczerwony, co odróżniało ją od świątyni Pacha Kamaqa, która obok barwy czerwonej miała również fragmenty pomalowane na żółto.
Świątynia zajmuje najważniejsze miejsce w mieście – szczyt naturalnego wzgórza. Takie usytuowanie sprawia, iż budowla wydaje się być znacznie wyższa niż jest w rzeczywistości. Z jej szczytu rozpościera się widok na Ocean Spokojny i przybrzeżne wyspy. Fasada świątyni zwrócona była w stronę oceanu. Do dziś z tej strony widoczne są nisze i pozostałości kolumn.

### Plac Pielgrzymów
Plac Pielgrzymów jest płaską czworokątną powierzchnią o długości 550 m i szerokości 65 m. Znajduje się w dolnej części Świątyni Słońca. W centralnej części placu widoczne są pozostałości kolumn wykonanych z cegieł adobe. Podtrzymywały one niegdyś sklepienie chroniące pielgrzymów przed światłem słonecznym. W północnej części placu znajdowały się pomieszczenia, w których przechowywano ofiary dla bóstw oraz zbiorniki wody.
Plac został wytyczony przez Inków w celu kontrolowania ruchu pielgrzymów podążających w kierunku świątyni. Do świątyni wpuszczani byli jedynie ci pielgrzymi, którzy odbyli wcześniej post na placu. Według hiszpańskich kronik, aby wejść na pierwszy taras świątyni trzeba było pościć przez tydzień, na drugi – przez miesiąc, zaś na najwyższy poziom wpuszczani byli jedynie pielgrzymi, którzy odbyli roczny post na placu.

### Piramidy z rampami
Na terenie stanowiska archeologicznego odnaleziono pozostałości piętnastu piramid z rampami. W dobrym stanie zachowały się trzy spośród nich. Piramidy zostały wzniesione w późnym okresie przejściowym. Pełniły funkcje administracyjne. Budowle są konstrukcjami schodkowymi. Rampy ze schodami umożliwiają dostęp na poszczególne poziomy. Ściany budowli zostały wybudowane głównie z cegieł adobe, a także, w mniejszym stopniu, z gliny. Konstrukcje były w większości otynkowane, ale nie zachowały się żadne pozostałości malowideł na zewnętrznych ścianach.
Piramida nr 1 jest najlepiej zachowaną spośród piramid. Składa się z głównego wejścia prowadzącego na przednie patio, z którego zaś rampa prowadzi na dwa wyższe poziomy. Na najwyższym poziomie znajdowały się magazyny żywności.
Piramida nr 2 jest czworokątną podłużną konstrukcją o długości 210 m i szerokości 50 m. Składa się z trzech części połączonych rampami. Na każdym poziomie, po bokach, znajdują się budynki, których konstrukcja świadczy o tym, że mogły być wykorzystywane jako magazyny. Na środkowym poziomie znajduje się duży prostokątny plac otoczony ze wszystkich stron murem.

### Świątynia Pacha Kamaqa
Świątynia Pacha Kamaqa jest kompleksem religijnym składającym się z dwóch piramidalnych konstrukcji – Starego Gmachu i Malowanego Gmachu.
Stary Gmach jest piramidalną konstrukcją zbudowaną głównie z cegieł adobe oraz gliny. Ściany otynkowano, ale początkowo nie znajdowały się na nich żadne malowidła. Świątynia znajduje się na południowym skraju stanowiska archeologicznego. Nadal pokryta jest częściowo piaskiem. Jest jedną z najstarszych budowli w Pachacámac, została wzniesiona we wczesnym okresie przejściowym przez kulturę Lima, której ceramika została znaleziona w świątyni w czasie prowadzenia wykopalisk. W czasie badań archeologicznych odnaleziono główne wejście do świątyni oraz trzy patia. Budowla ma kształt podłużny. Jest orientowana, a jej główna oś przebiega równoleżnikowo. Około roku 400 świątynia została powiększona. Dobudowane zostały nowe ściany boczne oraz zabudowania na szczycie świątyni. Przebudowa nadała konstrukcji kształt piramidy o podstawie czworokątnej, częściowo otwartej na zachód. W czasie ostatniej przebudowy świątynia uzyskała wysokość 20 m, długość i szerokość równą odpowiednio 150 m i 123 m. Wtedy też ściany zostały otynkowane i pokryte ochrą w kolorze czerwonym i żółtym.
Malowany Gmach został wybudowany około 800 roku, w czasie panowania kultury Huari, na miejscu starszej świątyni bogini Urpihucahac – żony Pacha Kamaqa – wzniesionej przez kulturę Lima. Pełnił funkcję wyroczni. Budowla ma kształt schodkowej piramidy o prostokątnej podstawie. Boki podstawy mają 100 m długości i 50 m szerokości. Świątynia składa się z sześciu poziomów, z których każde dwa dzieli różnica sześciu metrów. Na trzech tarasach znajdują się podstawy drewnianych kolumn. Budowla została wykorzystuje naturalne wzniesienie tereniu. Na jej szczycie znajdowało się zadaszone pomieszczenie, w którym wystawiano wizerunek Pacha Kamaqa. Świątynia wybudowana jest z cegieł adobe. Ściany pokryte zostały tynkiem, a następnie pomalowane ochrą na żółto i udekorowane freskami przedstawiającymi figury antropomorficzne, ryby, ptaki oraz rośliny. Freski, od których pochodzi nazwa świątyni, wykonano w kolorach czerwonym, niebieskim i żółtym i obrysowano na czarno.

### Acllahuasi
Dom Wybranych Kobiet, Acllahuasi, został wybudowany w czasie panowania Inków w Pachacámac. Jest budowlą nowszą od znajdującej się po przeciwnej stronie Placu Pielgrzymów Świątyni Słońca. Acllahuasi zbudowane jest na planie prostokąta. W skład kompleksu wchodzą budynki rozmieszczone wokół prostokątnych dziedzińców. W centralnej części znajduje się największy dziedziniec. Oprócz cegieł adobe, przy wznoszeniu kompleksu, wykorzystano bloki skalne. Ułożono je w poziome warstwy, dzięki czemu Acllahuasi przypomina pod względem architektonicznym budynki wznoszone przez Inków w Cuzco i okolicach. Seria nisz w kształcie trapezów otaczających główny dziedziniec stanowi również nawiązanie do inkaskiego stylu imperialnego. Kompleks został odsłonięty w latach 1940–1945 przez Julio Tello.

### Huaca z adobe
Huaca z adobe jest najstarszą budowlą, której pozostałości zachowały się w Pachacámac. Została wzniesiona przez kulturę Lima we wczesnym okresie przejściowym (1–700 n.e.). Kompleks ma długość 31 m i szerokość 25 m. W skład kompleksu wchodziło pięć budynków rozłożonych wokół prostokątnego dziedzińca. Ściany zbudowane były z małych cegieł adobe bez zaprawy. Cegły układano pionowo, w poziome warstwy. W celu zwiększenia wytrzymałości budynku cegły są lekko przekrzywiono tak, że przypominają układ książek na półce. Ściany były otynkowane. Sklepienie podtrzymywały drewniane filary.

### Dom Kipu
Dom Kipu został odkryty w 1976 roku. Jest prostokątną budowlą z cegły adobe. W czasach Inków pełnił funkcję archiwum, w którym przechowywano zapisane na kipu informacje o produkcji dóbr w mieście oraz narodzinach i zgonach mieszkańców. Podobne domy kipu znajdowały się w całym Imperium Inków.

### Pałac Tauri Chumbi
Pałac Tauri Chumbi powstał po włączeniu Pachacámac wraz z doliną rzeki Lurín do Imperium Inków na miejscu wcześniejszej piramidy z rampą. Według relacji hiszpańskich kronikarzy pełnił funkcję siedziby inkaskiego zarządcy miasta. Pałac jest rozległym kompleksem architektonicznym. W jego centralnej części znajdują się dwa dziedzińce. Dostęp do zabudowań zapewniają korytarze oraz rampy.